# Catarhoe obscura
Catarhoe obscura är en fjärilsart som beskrevs av Butler 1878. Catarhoe obscura ingår i släktet Catarhoe och familjen mätare. Inga underarter finns listade i Catalogue of Life.